# ガスパル・ヴィレラ
ガスパル・ヴィレラ（Gaspar Vilela、 大永5年（1525年）? - 元亀3年（1572年））は、ポルトガル人イエズス会員でカトリック教会の司祭。日本のキリスト教史上最初期の宣教師の一人で、京都での布教を開始した。

## 生涯
1525年頃、ポルトガルのアヴィシュに生まれたと推測されている。
イエズス会に入会し、1551年、兄弟らとともにインドのゴアに入り、司祭となる。
1554年、ゴアを発ち、日本へ向かった。
1556年（弘治2年）、イエズス会インド副管区長ヌーネス・バレト（João Nunes Barreto）とともに豊後国府内（現大分県大分市）に上陸し、日本での布教活動を開始。
1558年（永禄元年）、バルタザール・ガーゴ神父（Balthazar Gago）に代わり平戸布教を担当し、約1500人に洗礼を授けたが仏教徒と対立し、領主松浦隆信により退去を命じられ、一時府内に戻った後、コスメ・デ・トーレスの指示を受け、京を目指した。
1559年（永禄2年）、日本人ロレンソらと京都入りを果たした。
1560年（永禄3年）、苦労の末に将軍足利義輝に謁見、砂時計を献上。大友義鎮や伊勢貞孝の助力もあり、京におけるキリスト教宣教許可の制札を受け、四条坊門姥柳町に定住し、教会とした。
1565年（永禄8年）、義輝が殺されると京を追放となり、堺に逃れた。以後は畿内を中心に豊後、平戸、堺などで奮闘した。この間、高山友照、右近父子らに洗礼を授けた。
1570年（元亀元年）、インドに渡った。
1572年、ゴアで病没した。

## 著作
ヴィレラの著作である『耶蘇会士日本通信』の1561年8月17日付け書簡には、「堺の町は甚だ広大にして大なる商人多数あり。この町はベニス市の如く執政官によりて治めらる」と書かれ、この文章によって、堺の様子は「東洋のベニス」として、当時の世界地図に掲載されるほどヨーロッパ世界に認識されることとなった。